# Wereldkampioenschap voetbal 2002 (kwalificatie CONMEBOL)
Namens de Zuid-Amerikaanse bond CONMEBOL deden tien landen mee aan de kwalificatieronden voor vier plaatsen in het wereldkampioenschap voetbal 2002. In dit kwalificatietoernooi treeden die tien landen in één groep aan, in een gewone competitie waar elk land uit en thuis speelt tegen elk ander, of dus 18 wedstrijden in totaal per land. De vier hoogst geklasseerde landen kwalificeerden zich voor de WK-eindronde. Het nummer vijf moest in een play-off tegen de winnaar uit Oceanië spelen om zich alsnog te kwalificeren..

## Gekwalificeerde landen
| FIFA-lid   | Kwalificatie                              | Kwal. datum      | Aantal dln. (incl. 2002) | Eerste dln. | Laatste dln. | Dln. op rij | Titels (excl. 2002) | Beste prestatie |
| ---------- | ----------------------------------------- | ---------------- | ------------------------ | ----------- | ------------ | ----------- | ------------------- | --------------- |
| Argentinië | Nr. 1 CONMEBOL                            | 15 augustus 2001 | 13                       | 1930        | 1998         | 7           | 2                   | Wereldkampioen  |
| Ecuador    | Nr. 2 CONMEBOL                            | 14 november 2001 | 1                        | –           | –            | 1           | –                   | –               |
| Brazilië   | Nr. 3 CONMEBOL                            | 14 november 2001 | 17                       | 1930        | 1998         | 17          | 4                   | Wereldkampioen  |
| Paraguay   | Nr. 4 CONMEBOL                            | 8 november 2001  | 6                        | 1930        | 1998         | 2           | 0                   | Achtste finale  |
| Uruguay    | Intercontinentaal play-off (CONMEBOL–OFC) | 25 november 2001 | 10                       | 1930        | 1990         | 1           | 2                   | Wereldkampioen  |

## Eindstand
Legenda
| Nr. | Land       | GW | W  | G | V  | DV | DT | DS  | Pnt. |
| --- | ---------- | -- | -- | - | -- | -- | -- | --- | ---- |
| 1   | Argentinië | 18 | 13 | 4 | 1  | 42 | 15 | +27 | 43   |
| 2   | Ecuador    | 18 | 9  | 4 | 5  | 23 | 20 | +3  | 31   |
| 3   | Brazilië   | 18 | 9  | 3 | 6  | 31 | 17 | +14 | 30   |
| 4   | Paraguay   | 18 | 9  | 3 | 6  | 29 | 23 | +6  | 30   |
| 5   | Uruguay    | 18 | 7  | 6 | 5  | 19 | 13 | +6  | 27   |
| 6   | Colombia   | 18 | 7  | 6 | 5  | 20 | 15 | +5  | 27   |
| 7   | Bolivia    | 18 | 4  | 6 | 8  | 21 | 33 | –12 | 18   |
| 8   | Peru       | 18 | 4  | 4 | 10 | 14 | 25 | –11 | 16   |
| 9   | Venezuela  | 18 | 5  | 1 | 12 | 18 | 44 | –26 | 16   |
| 10  | Chili      | 18 | 3  | 3 | 12 | 15 | 27 | –12 | 12   |

## Wedstrijddag 1 t/m 4
Argentinië had een sterke start door de eerste vier wedstrijden te winnen. Op de vierde speeldag won het van Colombia met 1-3 dankzij twee doelpunten van Gabriel Batistuta en één van Hernán Crespo. Brazilië moest het de hele kwalificatie stellen zonder zijn topscorer Ronaldo, die twee jaar lang zwaar geblesseerd was. Brazilië begon met twee overwinningen en twee gelijke spelen, uit tegen Colombia en thuis tegen Uruguay In deze thuiswedstrijd scoorde Rivaldo vlak voor tijd de gelijkmaker uit een strafschop.

### Wedstrijddag 1
|                             |              |       |          | |
| 28 maart 2000 21:00 (UTC−5) | Colombia     | 0 – 0 | Brazilië | Estadio Nemesio Camacho "El Campín", Bogota Toeschouwers: 42.000 Scheidsrechter: Gustavo Méndez (URU) |
| 28 maart 2000 21:00 (UTC−5) | Externe link |       |          | Estadio Nemesio Camacho "El Campín", Bogota Toeschouwers: 42.000 Scheidsrechter: Gustavo Méndez (URU) |

|                             |                          |              |           |                                                                                      |
| 29 maart 2000 12:00 (UTC−5) | Ecuador                  | 2 – 0        | Venezuela | Estadio Casa Blanca, Quito Toeschouwers: 37.288 Scheidsrechter: Eduardo Gamboa (CHI) |
| 29 maart 2000 12:00 (UTC−5) | Delgado 18' Aguinaga 57' | Externe link |           | Estadio Casa Blanca, Quito Toeschouwers: 37.288 Scheidsrechter: Eduardo Gamboa (CHI) |

|                             |            |              |         | |
| 29 maart 2000 19:30 (UTC−3) | Uruguay    | 1 – 0        | Bolivia | Estadio Centenario, Montevideo Toeschouwers: 49.811 Scheidsrechter: Antonio Pereira da Silva (BRA) |
| 29 maart 2000 19:30 (UTC−3) | García 26' | Externe link |         | Estadio Centenario, Montevideo Toeschouwers: 49.811 Scheidsrechter: Antonio Pereira da Silva (BRA) |

|                             |                                |              |          |                                                                                    |
| 29 maart 2000 21:45 (UTC−5) | Peru                           | 2 – 0        | Paraguay | Estadio Nacional, Lima Toeschouwers: 45.042 Scheidsrechter: Horacio Elizondo (ARG) |
| 29 maart 2000 21:45 (UTC−5) | Solano 55' (pen.) Palacios 60' | Externe link |          | Estadio Nacional, Lima Toeschouwers: 45.042 Scheidsrechter: Horacio Elizondo (ARG) |

|                             |                                                 |              |           | |
| 29 maart 2000 21:30 (UTC−3) | Argentinië                                      | 4 – 1        | Chili     | Estadio Monumental Antonio Vespucio Liberti, Buenos Aires Toeschouwers: 46.374 Scheidsrechter: Byron Moreno (ECU) |
| 29 maart 2000 21:30 (UTC−3) | Batistuta 9' Verón 33', 71' (pen.) C. López 87' | Externe link | Tello 29' | Estadio Monumental Antonio Vespucio Liberti, Buenos Aires Toeschouwers: 46.374 Scheidsrechter: Byron Moreno (ECU) |

### Wedstrijddag 2
|                             |             |              |              |                                                                                      |
| 26 april 2000 12:00 (UTC−4) | Bolivia     | 1 – 1        | Colombia     | Estadio Hernando Siles, La Paz Toeschouwers: 35.500 Scheidsrechter: José Arana (PER) |
| 26 april 2000 12:00 (UTC−4) | Sánchez 16' | Externe link | Castillo 32' | Estadio Hernando Siles, La Paz Toeschouwers: 35.500 Scheidsrechter: José Arana (PER) |

|                             |           |              |                                     | |
| 26 april 2000 19:00 (UTC−4) | Venezuela | 0 – 4        | Argentinië                          | Estadio José Pachencho Romero, Maracaibo Toeschouwers: 19.355 Scheidsrechter: Carlos Amarilla (PAR) |
| 26 april 2000 19:00 (UTC−4) |           | Externe link | Ayala 8' Ortega 24', 77' Crespo 89' | Estadio José Pachencho Romero, Maracaibo Toeschouwers: 19.355 Scheidsrechter: Carlos Amarilla (PAR) |

|                             |           |       |         |                                                                                                 |
| 26 april 2000 19:00 (UTC−4) | Paraguay  | 1 – 0 | Uruguay | Estadio Defensores del Chaco, Asuncion Toeschouwers: 18.350 Scheidsrechter: Ángel Sánchez (ARG) |
| 26 april 2000 19:00 (UTC−4) | Ayala 35' |       |         | Estadio Defensores del Chaco, Asuncion Toeschouwers: 18.350 Scheidsrechter: Ángel Sánchez (ARG) |

|                             |            |              |          |                                                                                         |
| 26 april 2000 21:00 (UTC−4) | Chili      | 1 – 1        | Peru     | Estadio Nacional, Santiago Toeschouwers: 44.979 Scheidsrechter: Epifanio González (PAR) |
| 26 april 2000 21:00 (UTC−4) | Margas 42' | Externe link | Jayo 38' | Estadio Nacional, Santiago Toeschouwers: 44.979 Scheidsrechter: Epifanio González (PAR) |

|                             |                           |              |                             |                                                                                          |
| 26 april 2000 21:50 (UTC−3) | Brazilië                  | 3 – 2        | Ecuador                     | Estádio do Morumbi, São Paulo Toeschouwers: 64.738 Scheidsrechter: Henry Cervantes (COL) |
| 26 april 2000 21:50 (UTC−3) | Rivaldo 18', 51' Zago 43' | Externe link | Aguinaga 12' De la Cruz 75' | Estádio do Morumbi, São Paulo Toeschouwers: 64.738 Scheidsrechter: Henry Cervantes (COL) |

### Wedstrijddag 3
|                           |                       |              |                     |                                                                                                |
| 3 juni 2000 17:00 (UTC−3) | Uruguay               | 2 – 1        | Chili               | Estadio Centenario, Montevideo Toeschouwers: 60.000 Scheidsrechter: Robert Troxler Ayala (PAR) |
| 3 juni 2000 17:00 (UTC−3) | Silva 35' Montero 42' | Externe link | Zamorano 39' (pen.) | Estadio Centenario, Montevideo Toeschouwers: 60.000 Scheidsrechter: Robert Troxler Ayala (PAR) |

|                           |                              |              |              | |
| 3 juni 2000 18:15 (UTC−4) | Paraguay                     | 3 – 1        | Ecuador      | Estadio Defensores del Chaco, Asuncion Toeschouwers: 22.000 Scheidsrechter: Gustavo Gallesio Greco (URU) |
| 3 juni 2000 18:15 (UTC−4) | Toledo 10' Brizuela 42', 63' | Externe link | Graziani 87' | Estadio Defensores del Chaco, Asuncion Toeschouwers: 22.000 Scheidsrechter: Gustavo Gallesio Greco (URU) |

|                           |              |              |         | |
| 4 juni 2000 15:00 (UTC−3) | Argentinië   | 1 – 0        | Bolivia | Estadio Monumental Antonio Vespucio Liberti, Buenos Aires Toeschouwers: 50.669 Scheidsrechter: Márcio Rezende de Freitas (BRA) |
| 4 juni 2000 15:00 (UTC−3) | G. López 83' | Externe link |         | Estadio Monumental Antonio Vespucio Liberti, Buenos Aires Toeschouwers: 50.669 Scheidsrechter: Márcio Rezende de Freitas (BRA) |

|                           |      |              |          |                                                                                  |
| 4 juni 2000 15:15 (UTC−5) | Peru | 0 – 1        | Brazilië | Estadio Nacional, Lima Toeschouwers: 45.000 Scheidsrechter: Daniel Giménez (ARG) |
| 4 juni 2000 15:15 (UTC−5) |      | Externe link | Zago 34' | Estadio Nacional, Lima Toeschouwers: 45.000 Scheidsrechter: Daniel Giménez (ARG) |

|                           |                                               |              |           | |
| 4 juni 2000 17:45 (UTC−5) | Colombia                                      | 3 – 0        | Venezuela | Estadio Nemesio Camacho "El Campín", Bogota Toeschouwers: 20.854 Scheidsrechter: Oscar Godoi (BRA) |
| 4 juni 2000 17:45 (UTC−5) | Viveros 27' Córdoba 42' (pen.) Valenciano 89' | Externe link |           | Estadio Nemesio Camacho "El Campín", Bogota Toeschouwers: 20.854 Scheidsrechter: Oscar Godoi (BRA) |

### Wedstrijddag 4
|                            |                                                            |              |                           | |
| 28 juni 2000 19:00 (UTC−4) | Venezuela                                                  | 4 – 2        | Bolivia                   | Estadio Polideportivo de Pueblo Nuevo, San Cristóbal Toeschouwers: 7.000 Scheidsrechter: Rogger Zambrano (ECU) |
| 28 juni 2000 19:00 (UTC−4) | Mea Vitali 24' Morán 38' Savarese 61' Tortolero 68' (pen.) | Externe link | Moreno 49' Baldivieso 58' | Estadio Polideportivo de Pueblo Nuevo, San Cristóbal Toeschouwers: 7.000 Scheidsrechter: Rogger Zambrano (ECU) |

|                            |                    |              |          |                                                                                           |
| 28 juni 2000 21:45 (UTC−3) | Brazilië           | 1 – 1        | Uruguay  | Estádio do Maracanã, Rio de Janeiro Toeschouwers: 50.000 Scheidsrechter: Óscar Ruiz (COL) |
| 28 juni 2000 21:45 (UTC−3) | Rivaldo 85' (pen.) | Externe link | Silva 5' | Estádio do Maracanã, Rio de Janeiro Toeschouwers: 50.000 Scheidsrechter: Óscar Ruiz (COL) |

|                            |                       |              |             |                                                                                                   |
| 29 juni 2000 16:00 (UTC−5) | Ecuador               | 2 – 1        | Peru        | Estadio Olímpico Atahualpa, Quito Toeschouwers: 40.167 Scheidsrechter: Carlos Eugênio Simon (BRA) |
| 29 juni 2000 16:00 (UTC−5) | Chalá 14' Hurtado 51' | Externe link | Pajuelo 73' | Estadio Olímpico Atahualpa, Quito Toeschouwers: 40.167 Scheidsrechter: Carlos Eugênio Simon (BRA) |

|                            |                                                 |              |             |                                                                                               |
| 29 juni 2000 19:45 (UTC−4) | Chili                                           | 3 – 1        | Paraguay    | Estadio Nacional de Chile, Santiago Toeschouwers: 53.970 Scheidsrechter: Claudio Martin (ARG) |
| 29 juni 2000 19:45 (UTC−4) | Caniza 19' (e.d.) Salas 35' Zamorano 80' (pen.) | Externe link | Cardozo 71' | Estadio Nacional de Chile, Santiago Toeschouwers: 53.970 Scheidsrechter: Claudio Martin (ARG) |

|                            |            |              |                               | |
| 29 juni 2000 20:30 (UTC−5) | Colombia   | 1 – 3        | Argentinië                    | Estadio Nemesio Camacho "El Campín", Bogota Toeschouwers: 43.246 Scheidsrechter: Jorge Larrionda (URU) |
| 29 juni 2000 20:30 (UTC−5) | Oviedo 26' | Externe link | Batistuta 23', 44' Crespo 75' | Estadio Nemesio Camacho "El Campín", Bogota Toeschouwers: 43.246 Scheidsrechter: Jorge Larrionda (URU) |

## Wedstrijddag 5 t/m 9
Na vijf overwinningen verloor Argentinië met 3-1 van Brazilië, middenvelder Vampeta scoorde twee doelpunten. Daarvoor en daarna verloor Brazilië echter, met 2-1 van Paraguay en met 3-0 van Chili. Iván Zamorano en Marcelo Salas scoorden beiden voor Chili, dat daarna door nederlagen tegen Colombia en Ecuador achterop raakte. Na de Olympische spelen van 2000, waar Brazilië al in de kwartfinale werd uitgeschakeld door Kameroen, nam coach Vanderlei Luxemburgo ontslag, voormalige doelman Leão volgde hem op. Romário werd weer in genade opgenomen en scoorde zowel tegen Bolivia als tegen Venezuela drie doelpunten.

### Wedstrijddag 5
|                            |                                  |              |             |                                                                                       |
| 18 juli 2000 19:30 (UTC−3) | Uruguay                          | 3 – 1        | Venezuela   | Estadio Centenario, Montevideo Toeschouwers: 58.000 Scheidsrechter: René Ortubé (BOL) |
| 18 juli 2000 19:30 (UTC−3) | Olivera 28', 90+2' Rodríguez 53' | Externe link | Noriega 23' | Estadio Centenario, Montevideo Toeschouwers: 58.000 Scheidsrechter: René Ortubé (BOL) |

|                            |                       |              |             |                                                                                                   |
| 18 juli 2000 20:45 (UTC−4) | Paraguay              | 2 – 1        | Brazilië    | Estadio Defensores del Chaco, Asuncion Toeschouwers: 40.000 Scheidsrechter: Jorge Larrionda (URU) |
| 18 juli 2000 20:45 (UTC−4) | Paredes 6' Campos 83' | Externe link | Rivaldo 74' | Estadio Defensores del Chaco, Asuncion Toeschouwers: 40.000 Scheidsrechter: Jorge Larrionda (URU) |

|                            |            |              |       |                                                                                            |
| 19 juli 2000 16:00 (UTC−4) | Bolivia    | 1 – 0        | Chili | Estadio Hernando Siles, La Paz Toeschouwers: 35.412 Scheidsrechter: John Toro Rendón (COL) |
| 19 juli 2000 16:00 (UTC−4) | Suárez 85' | Externe link |       | Estadio Hernando Siles, La Paz Toeschouwers: 35.412 Scheidsrechter: John Toro Rendón (COL) |

|                            |                         |              |         | |
| 19 juli 2000 21:00 (UTC−3) | Argentinië              | 2 – 0        | Ecuador | Estadio Monumental Antonio Vespucio Liberti, Buenos Aires Toeschouwers: 44.199 Scheidsrechter: Daniel Bello (URU) |
| 19 juli 2000 21:00 (UTC−3) | Crespo 29' C. López 49' | Externe link |         | Estadio Monumental Antonio Vespucio Liberti, Buenos Aires Toeschouwers: 44.199 Scheidsrechter: Daniel Bello (URU) |

|                            |      |              |           |                                                                                        |
| 19 juli 2000 21:10 (UTC−5) | Peru | 0 – 1        | Colombia  | Estadio Nacional, Lima Toeschouwers: 32.207 Scheidsrechter: Mario Sánchez Yanten (CHI) |
| 19 juli 2000 21:10 (UTC−5) |      | Externe link | Ángel 48' | Estadio Nacional, Lima Toeschouwers: 32.207 Scheidsrechter: Mario Sánchez Yanten (CHI) |

### Wedstrijddag 6
|                            |              |       |          |                                                                                            |
| 25 juli 2000 16:00 (UTC−5) | Ecuador      | 0 – 0 | Colombia | Estadio Olímpico Atahualpa, Quito Toeschouwers: 37.617 Scheidsrechter: Ubaldo Aquino (PAR) |
| 25 juli 2000 16:00 (UTC−5) | Externe link |       |          | Estadio Olímpico Atahualpa, Quito Toeschouwers: 37.617 Scheidsrechter: Ubaldo Aquino (PAR) |

|                            |           |              |                        | |
| 25 juli 2000 20:00 (UTC−4) | Venezuela | 0 – 2        | Chili                  | Estadio Polideportivo de Pueblo Nuevo, San Cristóbal Toeschouwers: 14.880 Scheidsrechter: Héctor Baldassi (ARG) |
| 25 juli 2000 20:00 (UTC−4) |           | Externe link | Tapia 70' Zamorano 89' | Estadio Polideportivo de Pueblo Nuevo, San Cristóbal Toeschouwers: 14.880 Scheidsrechter: Héctor Baldassi (ARG) |

|                            |              |       |      |                                                                                       |
| 26 juli 2000 19:30 (UTC−3) | Uruguay      | 0 – 0 | Peru | Estadio Centenario, Montevideo Toeschouwers: 54.345 Scheidsrechter: Oscar Godoi (BRA) |
| 26 juli 2000 19:30 (UTC−3) | Externe link |       |      | Estadio Centenario, Montevideo Toeschouwers: 54.345 Scheidsrechter: Oscar Godoi (BRA) |

|                            |                          |              |               |                                                                                         |
| 26 juli 2000 21:45 (UTC−3) | Brazilië                 | 3 – 1        | Argentinië    | Estadio do Morumbi, São Paulo Toeschouwers: 80.000 Scheidsrechter: Gustavo Méndez (URU) |
| 26 juli 2000 21:45 (UTC−3) | Alex 5' Vampeta 45', 50' | Externe link | Almeyda 45+1' | Estadio do Morumbi, São Paulo Toeschouwers: 80.000 Scheidsrechter: Gustavo Méndez (URU) |

|                            |              |       |          |                                                                                           |
| 27 juli 2000 16:10 (UTC−4) | Bolivia      | 0 – 0 | Paraguay | Estadio Hernando Siles, La Paz Toeschouwers: 39.142 Scheidsrechter: Luciano Almeida (BRA) |
| 27 juli 2000 16:10 (UTC−4) | Externe link |       |          | Estadio Hernando Siles, La Paz Toeschouwers: 39.142 Scheidsrechter: Luciano Almeida (BRA) |

### Wedstrijddag 7
|                                |              |              |         | |
| 15 augustus 2000 18:00 (UTC−5) | Colombia     | 1 – 0        | Uruguay | Estadio Nemesio Camacho "El Campín", Bogota Toeschouwers: 31.000 Scheidsrechter: Daniel Giménez (ARG) |
| 15 augustus 2000 18:00 (UTC−5) | Castillo 75' | Externe link |         | Estadio Nemesio Camacho "El Campín", Bogota Toeschouwers: 31.000 Scheidsrechter: Daniel Giménez (ARG) |

|                                |                                  |              |          |                                                                                         |
| 15 augustus 2000 21:30 (UTC−4) | Chili                            | 3 – 0        | Brazilië | Estadio Nacional, Santiago Toeschouwers: 64.671 Scheidsrechter: Epifanio González (PAR) |
| 15 augustus 2000 21:30 (UTC−4) | Estay 25' Zamorano 43' Salas 74' | Externe link |          | Estadio Nacional, Santiago Toeschouwers: 64.671 Scheidsrechter: Epifanio González (PAR) |

|                                |                  |              |         |                                                                                      |
| 16 augustus 2000 16:00 (UTC−5) | Ecuador          | 2 – 0        | Bolivia | Estadio Casa Blanca, Quito Toeschouwers: 25.000 Scheidsrechter: Luis Solórzano (VEN) |
| 16 augustus 2000 16:00 (UTC−5) | Delgado 17', 59' | Externe link |         | Estadio Casa Blanca, Quito Toeschouwers: 25.000 Scheidsrechter: Luis Solórzano (VEN) |

|                                |            |              |           | |
| 16 augustus 2000 21:00 (UTC−3) | Argentinië | 1 – 1        | Paraguay  | Estadio Monumental Antonio Vespucio Liberti, Buenos Aires Toeschouwers: 46.000 Scheidsrechter: Antônio Pereira da Silva (BRA) |
| 16 augustus 2000 21:00 (UTC−3) | Aimar 66'  | Externe link | Acuña 60' | Estadio Monumental Antonio Vespucio Liberti, Buenos Aires Toeschouwers: 46.000 Scheidsrechter: Antônio Pereira da Silva (BRA) |

|                                |              |              |           |                                                                                |
| 16 augustus 2000 21:00 (UTC−5) | Peru         | 1 – 0        | Venezuela | Estadio Nacional, Lima Toeschouwers: 41.084 Scheidsrechter: Byron Moreno (ECU) |
| 16 augustus 2000 21:00 (UTC−5) | Palacios 69' | Externe link |           | Estadio Nacional, Lima Toeschouwers: 41.084 Scheidsrechter: Byron Moreno (ECU) |

### Wedstrijddag 8
|                                |                                      |              |           |                                                                                                 |
| 2 september 2000 18:00 (UTC−4) | Paraguay                             | 3 – 0        | Venezuela | Estadio Defensores del Chaco, Asuncion Toeschouwers: 40.000 Scheidsrechter: Juan Paniagua (BOL) |
| 2 september 2000 18:00 (UTC−4) | González 30' Cardozo 34' Paredes 43' | Externe link |           | Estadio Defensores del Chaco, Asuncion Toeschouwers: 40.000 Scheidsrechter: Juan Paniagua (BOL) |

|                                |       |              |              |                                                                                              |
| 2 september 2000 20:30 (UTC−4) | Chili | 0 – 1        | Colombia     | Estadio Nacional, Santiago Toeschouwers: 60.000 Scheidsrechter: Gustavo Gallesio Greco (URU) |
| 2 september 2000 20:30 (UTC−4) |       | Externe link | Castillo 66' | Estadio Nacional, Santiago Toeschouwers: 60.000 Scheidsrechter: Gustavo Gallesio Greco (URU) |

|                                |                                                 |              |         |                                                                                           |
| 3 september 2000 15:00 (UTC−3) | Uruguay                                         | 4 – 0        | Ecuador | Estadio Centenario, Montevideo Toeschouwers: 62.000 Scheidsrechter: Henry Cervantes (COL) |
| 3 september 2000 15:00 (UTC−3) | Magallanes 15' Silva 37' Olivera 50' Cedrés 86' | Externe link |         | Estadio Centenario, Montevideo Toeschouwers: 62.000 Scheidsrechter: Henry Cervantes (COL) |

|                                |                   |              |                      |                                                                              |
| 3 september 2000 17:45 (UTC−5) | Peru              | 1 – 2        | Argentinië           | Estadio Nacional, Lima Toeschouwers: 43.951 Scheidsrechter: Óscar Ruiz (COL) |
| 3 september 2000 17:45 (UTC−5) | Samuel 68' (e.d.) | Externe link | Crespo 25' Verón 37' | Estadio Nacional, Lima Toeschouwers: 43.951 Scheidsrechter: Óscar Ruiz (COL) |

|                                |                                                           |              |         |                                                                                               |
| 3 september 2000 21:30 (UTC−3) | Brazilië                                                  | 5 – 0        | Bolivia | Estádio do Maracanã, Rio de Janeiro Toeschouwers: 55.000 Scheidsrechter: Guido Alvarado (CHI) |
| 3 september 2000 21:30 (UTC−3) | Romário 11' (pen.), 77', 80' Rivaldo 46' Sandy 88' (e.d.) | Externe link |         | Estádio do Maracanã, Rio de Janeiro Toeschouwers: 55.000 Scheidsrechter: Guido Alvarado (CHI) |

### Wedstrijddag 9
|                              |          |              |                             | |
| 7 oktober 2000 20:00 (UTC−5) | Colombia | 0 – 2        | Paraguay                    | Estadio Nemesio Camacho "El Campín", Bogota Toeschouwers: 42.330 Scheidsrechter: Horacio Elizondo (ARG) |
| 7 oktober 2000 20:00 (UTC−5) |          | Externe link | Santa Cruz 3' Chilavert 89' | Estadio Nemesio Camacho "El Campín", Bogota Toeschouwers: 42.330 Scheidsrechter: Horacio Elizondo (ARG) |

|                              |           |              |                                                          |                                                                                                  |
| 8 oktober 2000 15:00 (UTC−4) | Venezuela | 0 – 6        | Brazilië                                                 | Estadio José Pachencho Romero, Maracaibo Toeschouwers: 6.350 Scheidsrechter: Ubaldo Aquino (PAR) |
| 8 oktober 2000 15:00 (UTC−4) |           | Externe link | Euller 20' Juninho 28' Romário 31', 36', 38' (pen.), 63' | Estadio José Pachencho Romero, Maracaibo Toeschouwers: 6.350 Scheidsrechter: Ubaldo Aquino (PAR) |

|                              |             |              |       |                                                                                               |
| 8 oktober 2000 16:00 (UTC−5) | Ecuador     | 1 – 0        | Chili | Estadio Olímpico Atahualpa, Quito Toeschouwers: 28.556 Scheidsrechter: John Toro Rendón (COL) |
| 8 oktober 2000 16:00 (UTC−5) | Delgado 75' | Externe link |       | Estadio Olímpico Atahualpa, Quito Toeschouwers: 28.556 Scheidsrechter: John Toro Rendón (COL) |

|                              |           |              |      |                                                                                       |
| 8 oktober 2000 16:00 (UTC−4) | Bolivia   | 1 – 0        | Peru | Estadio Hernando Siles, La Paz Toeschouwers: 21.791 Scheidsrechter: José Carpio (ECU) |
| 8 oktober 2000 16:00 (UTC−4) | Suárez 5' | Externe link |      | Estadio Hernando Siles, La Paz Toeschouwers: 21.791 Scheidsrechter: José Carpio (ECU) |

|                              |                            |              |                  | |
| 8 oktober 2000 20:00 (UTC−3) | Argentinië                 | 2 – 1        | Uruguay          | Estadio Monumental Antonio Vespucio Liberti, Buenos Aires Toeschouwers: 48.792 Scheidsrechter: Márcio Rezende de Freitas (BRA) |
| 8 oktober 2000 20:00 (UTC−3) | Gallardo 27' Batistuta 41' | Externe link | Ayala 49' (e.d.) | Estadio Monumental Antonio Vespucio Liberti, Buenos Aires Toeschouwers: 48.792 Scheidsrechter: Márcio Rezende de Freitas (BRA) |

## Wedstrijddag 10 t/m 13
Brazilië bleef teleurstellend presteren, van Ecuador werd met 1-0 verloren en thuis tegen Peru kwam de ploeg niet verder dan 1-1. Na de wedstrijd werd Leaó vervangen door Luiz Felipe Scolari. Echt resultaat was er nog niet, want de eerste wedstrijd onder Scolari ging met 1-0 verloren tegen Uruguay. Argentinië bleef ruim aan kop staan en verspeelde alleen twee punten tegen Bolivia. Ecuador won vier keer op rij en stond op de derde plaats met één punt achterstand op Paraguay. Delgado was beslissend met winnende doelpunten tegen Brazilië en Paraguay. Chili verloor vier keer op rij en was kansloos om het WK opnieuw te halen.

### Wedstrijddag 10
|                                |              |       |         |                                                                                            |
| 15 november 2000 16:00 (UTC−4) | Bolivia      | 0 – 0 | Uruguay | Estadio Hernando Siles, La Paz Toeschouwers: 29.112 Scheidsrechter: Horacio Elizondo (ARG) |
| 15 november 2000 16:00 (UTC−4) | Externe link |       |         | Estadio Hernando Siles, La Paz Toeschouwers: 29.112 Scheidsrechter: Horacio Elizondo (ARG) |

|                                |                    |              |          |                                                                                          |
| 15 november 2000 16:00 (UTC−2) | Brazilië           | 1 – 0        | Colombia | Estádio do Morumbi, São Paulo Toeschouwers: 56.213 Scheidsrechter: Jorge Larrionda (URU) |
| 15 november 2000 16:00 (UTC−2) | Roque Júnior 90+3' | Externe link |          | Estádio do Morumbi, São Paulo Toeschouwers: 56.213 Scheidsrechter: Jorge Larrionda (URU) |

|                                |                                                                                  |              |            |                                                                                                  |
| 15 november 2000 19:45 (UTC−3) | Paraguay                                                                         | 5 – 1        | Peru       | Estadio Defensores del Chaco, Asuncion Toeschouwers: 30.000 Scheidsrechter: Daniel Giménez (ARG) |
| 15 november 2000 19:45 (UTC−3) | Santa Cruz 15' Del Solar 25' (e.d.) Cardozo 45' Paredes 65' Chilavert 83' (pen.) | Externe link | García 76' | Estadio Defensores del Chaco, Asuncion Toeschouwers: 30.000 Scheidsrechter: Daniel Giménez (ARG) |

|                                |            |              |                         |                                                                                                  |
| 15 november 2000 19:45 (UTC−4) | Venezuela  | 1 – 2        | Ecuador                 | Estadio José Pachencho Romero, Maracaibo Toeschouwers: 6.500 Scheidsrechter: Eduardo Lecca (PER) |
| 15 november 2000 19:45 (UTC−4) | García 66' | Externe link | Kaviedes 3' Sánchez 23' | Estadio José Pachencho Romero, Maracaibo Toeschouwers: 6.500 Scheidsrechter: Eduardo Lecca (PER) |

|                                |       |              |                       |                                                                                              |
| 15 november 2000 21:40 (UTC−3) | Chili | 0 – 2        | Argentinië            | Estadio Nacional, Santiago, Chile Toeschouwers: 56.529 Scheidsrechter: Carlos Amarilla (PAR) |
| 15 november 2000 21:40 (UTC−3) |       | Externe link | Ortega 27' Husaín 89' | Estadio Nacional, Santiago, Chile Toeschouwers: 56.529 Scheidsrechter: Carlos Amarilla (PAR) |

### Wedstrijddag 11
|                             |                       |              |         | |
| 27 maart 2001 19:00 (UTC−5) | Colombia              | 2 – 0        | Bolivia | Estadio Nemesio Camacho "El Campín", Bogota Toeschouwers: 29.998 Scheidsrechter: Wilson de Souza Mendonça (BRA) |
| 27 maart 2001 19:00 (UTC−5) | Ángel 52', 73' (pen.) | Externe link |         | Estadio Nemesio Camacho "El Campín", Bogota Toeschouwers: 29.998 Scheidsrechter: Wilson de Souza Mendonça (BRA) |

|                             |                                     |              |           |                                                                                 |
| 27 maart 2001 21:30 (UTC−5) | Peru                                | 3 – 1        | Chili     | Estadio Nacional, Lima Toeschouwers: 38.901 Scheidsrechter: Ángel Sánchez (ARG) |
| 27 maart 2001 21:30 (UTC−5) | Maestri 53' Mendoza 72' Pizarro 81' | Externe link | Navia 61' | Estadio Nacional, Lima Toeschouwers: 38.901 Scheidsrechter: Ángel Sánchez (ARG) |

|                             |             |              |          |                                                                                           |
| 28 maart 2001 15:00 (UTC−5) | Ecuador     | 1 – 0        | Brazilië | Estadio Olímpico Atahualpa, Quito Toeschouwers: 40.800 Scheidsrechter: Felipe Ramos (MEX) |
| 28 maart 2001 15:00 (UTC−5) | Delgado 49' | Externe link |          | Estadio Olímpico Atahualpa, Quito Toeschouwers: 40.800 Scheidsrechter: Felipe Ramos (MEX) |

|                             |         |              |               | |
| 28 maart 2001 19:30 (UTC−3) | Uruguay | 0 – 1        | Paraguay      | Estadio Centenario, Montevideo Toeschouwers: 50.000 Scheidsrechter: José María García Aranda (ESP) |
| 28 maart 2001 19:30 (UTC−3) |         | Externe link | Alvarenga 64' | Estadio Centenario, Montevideo Toeschouwers: 50.000 Scheidsrechter: José María García Aranda (ESP) |

|                             |                                                        |              |           | |
| 28 maart 2001 21:45 (UTC−3) | Argentinië                                             | 5 – 0        | Venezuela | Estadio Monumental Antonio Vespucio Liberti, Buenos Aires Toeschouwers: 32.000 Scheidsrechter: Gilberto Hidalgo (PER) |
| 28 maart 2001 21:45 (UTC−3) | Crespo 13' Sorín 31' Verón 51' Gallardo 60' Samuel 85' | Externe link |           | Estadio Monumental Antonio Vespucio Liberti, Buenos Aires Toeschouwers: 32.000 Scheidsrechter: Gilberto Hidalgo (PER) |

### Wedstrijddag 12
|                             |                  |              |             |                                                                                            |
| 24 april 2001 16:00 (UTC−5) | Ecuador          | 2 – 1        | Paraguay    | Estadio Olímpico Atahualpa, Quito Toeschouwers: 30.145 Scheidsrechter: Ángel Sánchez (ARG) |
| 24 april 2001 16:00 (UTC−5) | Delgado 44', 52' | Externe link | Cardozo 26' | Estadio Olímpico Atahualpa, Quito Toeschouwers: 30.145 Scheidsrechter: Ángel Sánchez (ARG) |

|                             |                       |              |                        | |
| 24 april 2001 19:15 (UTC−4) | Venezuela             | 2 – 2        | Colombia               | Estadio Polideportivo de Pueblo Nuevo, San Cristóbal, Táchira Toeschouwers: 19.000 Scheidsrechter: Guido Aros (CHI) |
| 24 april 2001 19:15 (UTC−4) | Rondón 22' Arango 82' | Externe link | Bedoya 83' Bonilla 88' | Estadio Polideportivo de Pueblo Nuevo, San Cristóbal, Táchira Toeschouwers: 19.000 Scheidsrechter: Guido Aros (CHI) |

|                             |       |              |                 |                                                                                        |
| 24 april 2001 21:00 (UTC−4) | Chili | 0 – 1        | Uruguay         | Estadio Nacional, Santiago Toeschouwers: 45.676 Scheidsrechter: Horacio Elizondo (ARG) |
| 24 april 2001 21:00 (UTC−4) |       | Externe link | Díaz 12' (e.d.) | Estadio Nacional, Santiago Toeschouwers: 45.676 Scheidsrechter: Horacio Elizondo (ARG) |

|                             |                               |              |                           |                                                                                      |
| 25 april 2001 16:00 (UTC−4) | Bolivia                       | 3 – 3        | Argentinië                | Estadio Hernando Siles, La Paz Toeschouwers: 35.000 Scheidsrechter: Óscar Ruiz (COL) |
| 25 april 2001 16:00 (UTC−4) | Paz 39' Colque 54' Botero 81' | Externe link | Crespo 44', 87' Sorín 90' | Estadio Hernando Siles, La Paz Toeschouwers: 35.000 Scheidsrechter: Óscar Ruiz (COL) |

|                             |             |              |             |                                                                                               |
| 25 april 2001 21:45 (UTC−3) | Brazilië    | 1 – 1        | Peru        | Estadio do Morumbi, São Paulo Toeschouwers: 55.000 Scheidsrechter: Abdul Rahman Al-Zeid (KSA) |
| 25 april 2001 21:45 (UTC−3) | Romário 65' | Externe link | Pajuelo 77' | Estadio do Morumbi, São Paulo Toeschouwers: 55.000 Scheidsrechter: Abdul Rahman Al-Zeid (KSA) |

### Wedstrijddag 13
|                           |            |              |                          |                                                                                         |
| 2 juni 2001 16:00 (UTC−5) | Peru       | 1 – 2        | Ecuador                  | Estadio Monumental "U", Lima Toeschouwers: 54.236 Scheidsrechter: Antonio Marrufo (MEX) |
| 2 juni 2001 16:00 (UTC−5) | Pizarro 2' | Externe link | Méndez 11' Delgado 90+1' | Estadio Monumental "U", Lima Toeschouwers: 54.236 Scheidsrechter: Antonio Marrufo (MEX) |

|                           |               |              |       |                                                                                                   |
| 2 juni 2001 19:15 (UTC−4) | Paraguay      | 1 – 0        | Chili | Estadio Defensores del Chaco, Asuncion Toeschouwers: 35.000 Scheidsrechter: Rodrigo Badilla (CRC) |
| 2 juni 2001 19:15 (UTC−4) | Paredes 90+2' | Externe link |       | Estadio Defensores del Chaco, Asuncion Toeschouwers: 35.000 Scheidsrechter: Rodrigo Badilla (CRC) |

|                           |                                   |              |          | |
| 3 juni 2001 15:00 (UTC−3) | Argentinië                        | 3 – 0        | Colombia | Estadio Monumental Antonio Vespucio Liberti, Buenos Aires Toeschouwers: 46.500 Scheidsrechter: Mario Sánchez Yanten (CHI) |
| 3 juni 2001 15:00 (UTC−3) | González 22' López 35' Crespo 38' | Externe link |          | Estadio Monumental Antonio Vespucio Liberti, Buenos Aires Toeschouwers: 46.500 Scheidsrechter: Mario Sánchez Yanten (CHI) |

|                           |                                                    |              |           |                                                                                       |
| 3 juni 2001 16:00 (UTC−4) | Bolivia                                            | 5 – 0        | Venezuela | Estadio Hernando Siles, La Paz Toeschouwers: 25.000 Scheidsrechter: José Carpio (ECU) |
| 3 juni 2001 16:00 (UTC−4) | Baldivieso 32', 68' Botero 35', 50' Justiniano 38' | Externe link |           | Estadio Hernando Siles, La Paz Toeschouwers: 25.000 Scheidsrechter: José Carpio (ECU) |

|                           |                       |              |          |                                                                                       |
| 1 juli 2001 16:00 (UTC−3) | Uruguay               | 1 – 0        | Brazilië | Estadio Centenario, Montevideo Toeschouwers: 61.249 Scheidsrechter: Hugh Dallas (SCO) |
| 1 juli 2001 16:00 (UTC−3) | Magallanes 33' (pen.) | Externe link |          | Estadio Centenario, Montevideo Toeschouwers: 61.249 Scheidsrechter: Hugh Dallas (SCO) |

## Wedstrijddag 14 t/m 18

### Wedstrijddag 14
Argentinië plaatste zich definitief voor de eindronde door met 0-2 te winnen in Ecuador,  de doelpunten werden gescoord door Gabriel Batistuta en Juan Sebastián Verón. Het had weinig gescheeld of Brazilië was toe aan zijn vierde bondscoach in een jaar,  na een teleurstellende Copa America, waar Brazilië in de kwartfinales werd uitgeschakeld door Honduras benaderde de Braziliaanse bond Luis Pereira om Scolari op te volgen.  Pereira had geen interesse en Scolari bleef zitten.  Brazilië won met 2-0 van Paraguay dankzij doelpunten van Marcelinho  en Rivaldo en had weer aansluiting met Paraguay en Ecuador.  Uruguay had nu drie punten achterstand dankzij een nederlaag tegen hekkensluiter Venezuela en de winnaar van de Copa America Colombia verloor thuis van Peru. 
|                                |                      |              |         | |
| 14 augustus 2001 19:00 (UTC−4) | Venezuela            | 2 – 0        | Uruguay | Estadio José Pachencho Romero, Maracaibo Toeschouwers: 8.500 Scheidsrechter: Antonio Marrufo Mendoza (MEX) |
| 14 augustus 2001 19:00 (UTC−4) | Morán 52' Rondón 90' | Externe link |         | Estadio José Pachencho Romero, Maracaibo Toeschouwers: 8.500 Scheidsrechter: Antonio Marrufo Mendoza (MEX) |

|                                |                |              |                                   |                                                                                      |
| 14 augustus 2001 21:30 (UTC−4) | Chili          | 2 – 2        | Bolivia                           | Estadio Nacional, Santiago Toeschouwers: 34.657 Scheidsrechter: Daniel Giménez (ARG) |
| 14 augustus 2001 21:30 (UTC−4) | Salas 35', 75' | Externe link | Baldivieso 19' (pen.) Coimbra 71' | Estadio Nacional, Santiago Toeschouwers: 34.657 Scheidsrechter: Daniel Giménez (ARG) |

|                                |         |              |                             |                                                                                              |
| 15 augustus 2001 16:00 (UTC−5) | Ecuador | 0 – 2        | Argentinië                  | Estadio Olímpico Atahualpa, Quito Toeschouwers: 38.156 Scheidsrechter: Stefano Braschi (ITA) |
| 15 augustus 2001 16:00 (UTC−5) |         | Externe link | Verón 19' Crespo 34' (pen.) | Estadio Olímpico Atahualpa, Quito Toeschouwers: 38.156 Scheidsrechter: Stefano Braschi (ITA) |

|                                |                                   |              |          |                                                                                                   |
| 15 augustus 2001 21:40 (UTC−3) | Brazilië                          | 2 – 0        | Paraguay | Estádio Olímpico Monumental, Porto Alegre Toeschouwers: 48.000 Scheidsrechter: Hellmut Krug (DUI) |
| 15 augustus 2001 21:40 (UTC−3) | Marcelinho Paraíba 4' Rivaldo 69' | Externe link |          | Estádio Olímpico Monumental, Porto Alegre Toeschouwers: 48.000 Scheidsrechter: Hellmut Krug (DUI) |

|                                |          |              |            | |
| 16 augustus 2001 20:00 (UTC−5) | Colombia | 0 – 1        | Peru       | Estadio Nemesio Camacho "El Campín", Bogota Toeschouwers: 33.875 Scheidsrechter: Felipe Ramos (MEX) |
| 16 augustus 2001 20:00 (UTC−5) |          | Externe link | Solano 47' | Estadio Nemesio Camacho "El Campín", Bogota Toeschouwers: 33.875 Scheidsrechter: Felipe Ramos (MEX) |

### Wedstrijddag 15
Argentinië won met 2-1 van Brazilië,  de lijstaanvoerder kwam al snel op achterstand door een eigen doelpunt van Roberto Ayala, maar in het laatste kwartier trok Argentinië de overwinning naar zich toe door doelpunten van Gallardo en een eigen doelpunt van Chris. Uruguay won met 2-0 in Peru en kwam op gelijke hoogte met Brazilië.  Colombia liep verdere averij op door een doelpuntloos gelijkspel tegen Ecuador en had in de strijd om de vierde en vijfde plaats vier punten achterstand op Brazilië en Uruguay.
|                                |       |              |                     |                                                                                   |
| 4 september 2001 20:00 (UTC−3) | Chili | 0 – 2        | Venezuela           | Estadio Nacional, Santiago Toeschouwers: 30.000 Scheidsrechter: René Ortubé (BOL) |
| 4 september 2001 20:00 (UTC−3) |       | Externe link | Páez 56' Arango 62' | Estadio Nacional, Santiago Toeschouwers: 30.000 Scheidsrechter: René Ortubé (BOL) |

|                                |      |              |                      |                                                                                |
| 4 september 2001 21:00 (UTC−5) | Peru | 0 – 2        | Uruguay              | Estadio Nacional, Lima Toeschouwers: 36.226 Scheidsrechter: Anders Frisk (SWE) |
| 4 september 2001 21:00 (UTC−5) |      | Externe link | Silva 11' Recoba 45' | Estadio Nacional, Lima Toeschouwers: 36.226 Scheidsrechter: Anders Frisk (SWE) |

|                                |                                                           |              |         |                                                                                                  |
| 5 september 2001 19:00 (UTC−4) | Paraguay                                                  | 5 – 1        | Bolivia | Estadio Defensores del Chaco, Asuncion Toeschouwers: 25.000 Scheidsrechter: Luis Solórzano (VEN) |
| 5 september 2001 19:00 (UTC−4) | Paredes 33' Cardozo 45', 89' Chilavert 50' Santa Cruz 69' | Externe link | Paz 15' | Estadio Defensores del Chaco, Asuncion Toeschouwers: 25.000 Scheidsrechter: Luis Solórzano (VEN) |

|                                |                              |              |                 | |
| 5 september 2001 20:00 (UTC−3) | Argentinië                   | 2 – 1        | Brazilië        | Estadio Monumental Antonio Vespucio Liberti, Buenos Aires Toeschouwers: 51.000 Scheidsrechter: Urs Meier (SUI) |
| 5 september 2001 20:00 (UTC−3) | Gallardo 76' Cris 84' (e.d.) | Externe link | Ayala 2' (e.d.) | Estadio Monumental Antonio Vespucio Liberti, Buenos Aires Toeschouwers: 51.000 Scheidsrechter: Urs Meier (SUI) |

|                                |              |       |         | |
| 5 september 2001 20:30 (UTC−5) | Colombia     | 0 – 0 | Ecuador | Estadio Nemesio Camacho "El Campín", Bogota Toeschouwers: 28.487 Scheidsrechter: Youssouf Al-Aqili (KSA) |
| 5 september 2001 20:30 (UTC−5) | Externe link |       |         | Estadio Nemesio Camacho "El Campín", Bogota Toeschouwers: 28.487 Scheidsrechter: Youssouf Al-Aqili (KSA) |

### Wedstrijddag 16
Brazilië nam weer afstand om de strijd om de vierde plaats door met 2-0 te winnen van Chili,  dat in negen wedstrijden één punt haalde en nu onderaan stond. Colombia bleef in de race om de vijfde plaats door met 1-1 gelijk te spelen tegen naaste concurrent Uruguay.  Paraguay en Ecuador hadden nog één punt nodig om zich te plaatsen, Paraguay speelde met 2-2 gelijk tegen Argentinië, waarbij doelman José Luis Chilavert scoorde uit een strafschop.
|                              |             |              |                                                                 |                                                                                        |
| 6 oktober 2001 16:00 (UTC−4) | Bolivia     | 1 – 5        | Ecuador                                                         | Estadio Hernando Siles, La Paz Toeschouwers: 8.000 Scheidsrechter: Ángel Sánchez (ARG) |
| 6 oktober 2001 16:00 (UTC−4) | Galindo 59' | Externe link | de la Cruz 13' Delgado 23' Kaviedes 56' Fernández 89' Gómez 90' | Estadio Hernando Siles, La Paz Toeschouwers: 8.000 Scheidsrechter: Ángel Sánchez (ARG) |

|                              |                             |              |      | |
| 6 oktober 2001 19:30 (UTC−4) | Venezuela                   | 3 – 0        | Peru | Estadio Polideportivo de Pueblo Nuevo, San Cristóbal Toeschouwers: 17.220 Scheidsrechter: Mario Sánchez Yanten (CHI) |
| 6 oktober 2001 19:30 (UTC−4) | Alvarado 54', 77' Morán 80' | Externe link |      | Estadio Polideportivo de Pueblo Nuevo, San Cristóbal Toeschouwers: 17.220 Scheidsrechter: Mario Sánchez Yanten (CHI) |

|                              |                       |              |                 |                                                                                             |
| 7 oktober 2001 16:00 (UTC−3) | Uruguay               | 1 – 1        | Colombia        | Estadio Centenario, Montevideo Toeschouwers: 60.000 Scheidsrechter: Pierluigi Collina (ITA) |
| 7 oktober 2001 16:00 (UTC−3) | Magallanes 34' (pen.) | Externe link | Valentierra 67' | Estadio Centenario, Montevideo Toeschouwers: 60.000 Scheidsrechter: Pierluigi Collina (ITA) |

|                              |                         |              |       | |
| 7 oktober 2001 16:00 (UTC−3) | Brazilië                | 2 – 0        | Chili | Estádio Major Antônio Couto Pereira, Curitiba Toeschouwers: 52.000 Scheidsrechter: Horacio Elizondo (ARG) |
| 7 oktober 2001 16:00 (UTC−3) | Edílson 52' Rivaldo 63' | Externe link |       | Estádio Major Antônio Couto Pereira, Curitiba Toeschouwers: 52.000 Scheidsrechter: Horacio Elizondo (ARG) |

|                              |                                   |              |                              | |
| 7 oktober 2001 18:15 (UTC−3) | Paraguay                          | 2 – 2        | Argentinië                   | Estadio Defensores del Chaco, Asuncion Toeschouwers: 45.000 Scheidsrechter: Gilberto Hidalgo (PER) |
| 7 oktober 2001 18:15 (UTC−3) | Chilavert 51' (pen.) Morínigo 70' | Externe link | Pochettino 67' Batistuta 73' | Estadio Defensores del Chaco, Asuncion Toeschouwers: 45.000 Scheidsrechter: Gilberto Hidalgo (PER) |

### Wedstrijddag 17
Voor de vierde achtereenvolgende keer verloor Brazilië een uitwedstrijd,  nu was Bolivia met 3-1 te sterk. Uruguay profiteerde niet door met 1-1 gelijk te spelen tegen Ecuador.  Door dit gelijke spel plaatsten zowel Paraguay als Ecuador zich voor de eindronde,  voor Ecuador was het de eerste keer.  Colombia verkleinde de achterstand op Uruguay tot twee punten in de strijd om de vijfde plaats.
|                               |                                            |              |             | |
| 7 november 2001 16:00 (UTC−5) | Colombia                                   | 3 – 1        | Chili       | Estadio Nemesio Camacho "El Campín", Bogota Toeschouwers: 16.050 Scheidsrechter: Daniel Giménez (ARG) |
| 7 november 2001 16:00 (UTC−5) | Grisales 19' Ángel 67' (pen.) González 68' | Externe link | Riveros 39' | Estadio Nemesio Camacho "El Campín", Bogota Toeschouwers: 16.050 Scheidsrechter: Daniel Giménez (ARG) |

|                               |              |              |                    |                                                                                           |
| 7 november 2001 16:00 (UTC−5) | Ecuador      | 1 – 1        | Uruguay            | Estadio Olímpico Atahualpa, Quito Toeschouwers: 40.000 Scheidsrechter: Felipe Ramos (MEX) |
| 7 november 2001 16:00 (UTC−5) | Kaviedes 72' | Externe link | Olivera 43' (pen.) | Estadio Olímpico Atahualpa, Quito Toeschouwers: 40.000 Scheidsrechter: Felipe Ramos (MEX) |

|                               |                             |              |             |                                                                                          |
| 7 november 2001 20:00 (UTC−4) | Bolivia                     | 3 – 1        | Brazilië    | Estadio Hernando Siles, La Paz Toeschouwers: 32.574 Scheidsrechter: Luis Solórzano (VEN) |
| 7 november 2001 20:00 (UTC−4) | Paz 42' Baldivieso 70', 89' | Externe link | Edílson 26' | Estadio Hernando Siles, La Paz Toeschouwers: 32.574 Scheidsrechter: Luis Solórzano (VEN) |

|                               |                         |              |      | |
| 8 november 2001 18:00 (UTC−3) | Argentinië              | 2 – 0        | Peru | Estadio Monumental Antonio Vespucio Liberti, Buenos Aires Toeschouwers: 18.901 Scheidsrechter: Jorge Larrionda (URU) |
| 8 november 2001 18:00 (UTC−3) | Samuel 46' C. López 84' | Externe link |      | Estadio Monumental Antonio Vespucio Liberti, Buenos Aires Toeschouwers: 18.901 Scheidsrechter: Jorge Larrionda (URU) |

|                               |                                   |              |                 | |
| 8 november 2001 19:00 (UTC−4) | Venezuela                         | 3 – 1        | Paraguay        | Estadio Polideportivo de Pueblo Nuevo, San Cristóbal, Táchira Toeschouwers: 22.500 Scheidsrechter: Horacio Elizondo (ARG) |
| 8 november 2001 19:00 (UTC−4) | Morán 2' Noriega 22' González 40' | Externe link | Arce 28' (pen.) | Estadio Polideportivo de Pueblo Nuevo, San Cristóbal, Táchira Toeschouwers: 22.500 Scheidsrechter: Horacio Elizondo (ARG) |

### Wedstrijddag 18
Na zes nederlagen en twee ontslagen en één bijna ontslagen bondscoach plaatste viervoudig wereldkampioen Brazilië zich voor de eindronde. Brazilië volstond met een 3-0 overwinning op Venezuela.  De strijd om de vijfde plaats was nog spannend, Uruguay kwam niet verder dan een 1-1 gelijkspel en Colombia moest nu met vijf doelpunten verschil winnen van Paraguay om alsnog vijfde te worden. Het bleef bij 0-4 en Uruguay moest nu een play off wedstrijd spelen tegen Australië.
|                                |         |              |              |                                                                                        |
| 14 november 2001 20:30 (UTC−5) | Peru    | 1 – 1        | Bolivia      | Estadio Monumental "U", Lima Toeschouwers: 2.374 Scheidsrechter: Héctor Baldassi (ARG) |
| 14 november 2001 20:30 (UTC−5) | Alva 8' | Externe link | Castillo 87' | Estadio Monumental "U", Lima Toeschouwers: 2.374 Scheidsrechter: Héctor Baldassi (ARG) |

|                                |           |              |              |                                                                                       |
| 14 november 2001 20:40 (UTC−3) | Uruguay   | 1 – 1        | Argentinië   | Estadio Centenario, Montevideo Toeschouwers: 48.100 Scheidsrechter: Markus Merk (DUI) |
| 14 november 2001 20:40 (UTC−3) | Silva 19' | Externe link | C. López 44' | Estadio Centenario, Montevideo Toeschouwers: 48.100 Scheidsrechter: Markus Merk (DUI) |

|                                |              |       |         |                                                                                     |
| 14 november 2001 20:40 (UTC−3) | Chili        | 0 – 0 | Ecuador | Estadio Nacional, Santiago Toeschouwers: 19.237 Scheidsrechter: Juan Paniagua (BOL) |
| 14 november 2001 20:40 (UTC−3) | Externe link |       |         | Estadio Nacional, Santiago Toeschouwers: 19.237 Scheidsrechter: Juan Paniagua (BOL) |

|                                |          |              |                                               |                                                                                               |
| 14 november 2001 20:40 (UTC−3) | Paraguay | 0 – 4        | Colombia                                      | Estadio Defensores del Chaco, Asuncion Toeschouwers: 25.000 Scheidsrechter: Graham Poll (ENG) |
| 14 november 2001 20:40 (UTC−3) |          | Externe link | Aristizábal 24', 34' (pen.), 62' Castillo 82' | Estadio Defensores del Chaco, Asuncion Toeschouwers: 25.000 Scheidsrechter: Graham Poll (ENG) |

|                                |                             |              |           | |
| 14 november 2001 20:40 (UTC−3) | Brazilië                    | 3 – 0        | Venezuela | Estadio Governador João Castelo, São Luís Toeschouwers: 65.000 Scheidsrechter: Daniel Giménez (ARG) |
| 14 november 2001 20:40 (UTC−3) | Luizão 12', 19' Rivaldo 34' | Externe link |           | Estadio Governador João Castelo, São Luís Toeschouwers: 65.000 Scheidsrechter: Daniel Giménez (ARG) |

## Intercontinentale eindronde
Australië had zich weer met overmacht geplaatst voor deze internationale-play off als beste land van de Oceanische zone, het schreef geschiedenis door met 31-0 van Amerikaans-Samoa te winnen, een record in het internationale voetbal. Uruguay eindigde als vijfde in de Zuid-Amerikaanse zone dankzij een beter doelsaldo dan Colombia. Australië won de eerste wedstrijd in Melbourne dankzij een benutte strafschop van Kevin Muscat. Uruguay was er alles aan gelegen na twee mislukte pogingen het WK te volbrengen en bij aankomst op het vliegveld van Montevideo wachtten vijftig heetgebakerde "supporters" het Australische team op. De veiligheid voor het team was onvoldoende, er werden zelfs spelers geslagen. Later boden Uruguayaanse officals hun excuses aan de Australische regering. Voor 62.000 toeschouwers dolven de Australiërs het onderspit, na een 1-0 ruststand werd met 3-0 verloren. Na eerdere confrontaties met Schotland, Argentinië en Iran was het de vierde keer dat de Aussies de internationale play-off niet overleven. Vooral door het gebrek aan tegenstand in de Ocanische Zone besloot de Australische ploeg zich vanaf 2006 aan te sluiten bij de Aziatische zone.
|                                 |                   |              |         |                                                                           |
| 20 november 2001 20:15 (UTC+13) | Australië         | 1 – 0        | Uruguay | MCG, Melbourne Toeschouwers: 84.656 Scheidsrechter: Graziano Cesari (ITA) |
| 20 november 2001 20:15 (UTC+13) | Muscat 78' (pen.) | Externe link |         | MCG, Melbourne Toeschouwers: 84.656 Scheidsrechter: Graziano Cesari (ITA) |

|                                |                            |                    |           |                                                                                       |
| 25 november 2001 16:00 (UTC−3) | Uruguay                    | 3 – 0 (3 – 1 agg.) | Australië | Estadio Centenario, Montevideo Toeschouwers: 62.000 Scheidsrechter: Ali Bujsaim (UAE) |
| 25 november 2001 16:00 (UTC−3) | Silva 14' Morales 70', 90' | Externe link       |           | Estadio Centenario, Montevideo Toeschouwers: 62.000 Scheidsrechter: Ali Bujsaim (UAE) |

Uruguay kwalificeert zich voor het eindtoernooi.